# Епархия Нортгемптона
Епархия Нортгемптона — римско-католический диоцез с центром в городе Нортгемптоне графства Нортгемптоншир в Англии.
В настоящий момент пост епископа Нортгемптона занимает Дэвид Джеймс Окли, 13-й епископ Нортгемптона, который сменил Питера Дойла, вышедшего в отставку в 2020 году.

## История
Диоцез основан в 1850 году, один из 13 первоначальных диоцезов, образованных папой Пием IX после восстановления католической иерархической структуры в Англии и Уэльсе. Позднее, в 1976 году из него выделили диоцез Восточной Англии. Диоцез входит в Провинцию Вестминстера.   
Площадь диоцеза составляет 5,532 км² и включает графства: Бедфордшир, Нортгемптоншир и Бакингемшир, включая Слау. Диоцез насчитывает 68 приходов. Кафедральный собор — собор Пресвятой Девы Марии и Святого Фомы на Кингсторп-роуд в Нортгемптоне. 

## Епископы
- Уильям Уэринг (29 сентября 1850 — 21 декабря 1858), ранее Апостольский викарий.
- Фрэнсис Кэррил Амхерст (14 мая 1858 — 16 октября 1879)
- Артур Джордж Ридделл (27 апреля 1880 — † 15 сентября 1907)
- Фредерик Уильям Китинг (5 февраля 1908 — 13 июня 1921), стал архиепископом Ливерпуля.
- Дадли Чарльз Кэри-Элвис (21 ноября 1921 — † 1 мая 1932)
- Лоуренс Уильям Юэнс (16 июня 1933 — † 14 ноября 1939)
- Томас Лео Паркер (14 декабря 1940 — 17 января 1967)
- Чарльз Александр Грант (14 марта 1967 — 16 февраля 1982)
- Фрэнсис Джерард Томас (27 августа 1982 — † 25 декабря 1988)
- Патрик Лео Маккарти (20 февраля 1990 — 29 марта 2001)
- Кевин Джон Патрик Макдональд (29 марта 2001 — 6 ноября 2003), стал архиепископом Саутуарка.
- Питер Джон Хауорт Дойл (24 мая 2005 — 8 января 2020)
- Дэвид Джеймс Окли (с 8 января 2020)